# Phytomyza farfarae
Phytomyza farfarae este o specie de muște din genul Phytomyza, familia Agromyzidae, descrisă de Friedrich Georg Hendel în anul 1935. Conform Catalogue of Life specia Phytomyza farfarae nu are subspecii cunoscute.